# 伍允龍
伍允龍（英語：Philip Ng Wan-lung，1977年9月16日—），美國芝加哥華裔藝人，武術家，目前為香港電影武術指導以及男演員。其父親伍紹華是伍家國術會的創辦人。伍允龍加入演藝圈前是一名藝術科教師，兼任詠春、蔡李佛等教練員，還涉足跆拳道、西洋拳擊、菲律賓魔杖、柔道等範疇。

## 背景

### 早年生活
伍允龍生於香港，有一名胞妹，父親正職為一名會計師。伍允龍早年在九龍油麻地生活，曾在位於九龍塘的學校上學（幼稚園）；7歲時正式隨家人移民美國伊利諾伊州芝加哥。基於自小熱愛中國武術，而且個性好動，他7歲開始跟隨父親學蔡李佛拳，為第6代弟子。而後於13歲時與同齡少年發生肢體衝突後反思自己何以被輕易打中，為了要認真地鑽研武藝，他轉為跟其中一位舅父學詠春，為期三年。後來他於16歲時第一次隻身離開美國，並重返香港，經舅父推介而認識詠春名師黃淳樑，繼而成為葉問的嫡傳徒孫。同時他分別在諾斯布魯克（Northbrook） Greenbriar Elementary School（1983年至1986年）、惠靈（Wheeling）Walt Whitman Elementary School（1986年至1988年）、 芒特普羅斯佩克特（Mount Prospect）Holmes Junior High School（1988年至1990年）以及 Wheeling High School（1990年至1994年）唸書。
大學畢業後，伍允龍到伊利諾大學厄巴納-香檳分校升讀大學，主修藝術，擁有平面設計學士（1998年畢業）及教育學（藝術教育）碩士（1999年畢業，受父親傳授功夫的身教理念薰陶而選擇報讀）學位。在黃淳樑的鼓勵下，伍允龍在1997年以後開始教授武術。在2001年之前，他曾任教於美國的中學（為期半年）及大學，投身社會工作後則在一所小學任職藝術科教師1年，主要教導視像傳意。他之所以報讀平面設計學位，原因出於喜歡看漫畫。直至2001年，由於覺得處於任何年齡都能當教師，加上希望當武術家和渴望像洪金寶、成龍一樣在銀幕上有大成就，伍允龍便全心回港發展。

### 演藝歷程
回港未幾，他便通過一位於澳洲任職武術雜誌編輯的師兄幫忙，獲得電影公司的聯絡方法，從而參演了兩部電影。由2000年代至今，伍允龍曾參與多個電影、電視及廣告等演出，既是動作演員，又是武術指導。加入演藝圈初年至2010年代初一直隨錢嘉樂「錢家班」當副武術指導。而伍、錢2人結緣的契機起自伍允龍的一位教會弟兄把他耍功夫的短片交給當時協助籌備電影《少年阿虎》的錢氏觀看，自此得到對方賞識。當伍允龍接拍更多作品之時，他成為了多位藝人的武術師父，其中一位詠春徒弟為謝霆鋒。謝霆鋒知道伍允龍等待機會來臨，如是把他推薦給王晶。結果伍允龍於2013年簽約為王晶旗下工作室演員，首次擔正主演由黃精甫擔任導演的電影《惡戰》，與好友安志杰合作演出。2015年，伍允龍首次以自由身參演無綫電視劇集《城寨英雄》。
2024年，伍允龍在電影《九龍城寨之圍城》中飾演反派王九；該角色令伍允龍知名度急升。現時除了專注演藝工作之外，他亦是伍家國術會的總教練。此外也於2019年離開經紀公司，跟編劇呂冠南組成了工作室「Pineapple Movie」，兼任策劃、演員、動作導演及監製作品《無名火》。

## 個人生活
伍允龍曾與鍾嘉欣有過一段地下情，二人於2007年開始交往，2015年分手。在這段感情之後伍允龍一直單身。2015年，伍允龍在拍攝無綫電視劇集《城寨英雄》時，曾與在劇中與其飾演鬥氣冤家的劉佩玥傳緋聞，二人在該劇推出後亦曾以熒幕情侶檔出席活動，但二人皆否認有跟對方交往。他在訪問曾提到在2019年後沒有再拍拖，現時希望尋覓到合適的對象，並強調擇偶條件之一是兩人真心相愛且喜愛打機。
另外，伍允龍與安志杰和吳建豪因於2003年合作電影《少年阿虎》而成為好兄弟。
2025年5月，伍允龍承認與比自己小13歲的女藝人李蔓瑩交往。

## 演出作品

### 電影
| 製作年份 | 電影名稱           | 角色         | 導演               | 備註                   |
| 2001     | 野獸之瞳           | 惡棍         | 梁栢堅             |                        |
| 2003     | 千機變             | 殭屍         | 林超賢             |                        |
| 2003     | 少年阿虎           |              | 李仁港             | 任演員、替身及武術指導 |
| 2004     | 新警察故事         | 黃文傑       | 陳木勝             |                        |
| 2004     | 大佬愛美麗         | 阿寶         | 馮德倫             |                        |
| 2005     | 精武家庭           | King         | 馮德倫             |                        |
| 2005     | 擊情歲月           | 海東（少年） | 錢文錡             |                        |
| 2005     | 猛龍               | 李振北       | 李仁港             |                        |
| 2006     | 獨家試愛           | Philip       | 葉念琛             |                        |
| 2006     | 至尊無賴           | 鴻飛         | 陳嘉上、林超賢     |                        |
| 2006     | 禁室培育之愛的俘虜 | 宏太         | 伍文拯             |                        |
| 2007     | 十分愛             | Micheal      | 葉念琛             |                        |
| 2007     | 男兒本色           | 老虎仔       | 陳木勝             |                        |
| 2008     | 花花型警           | 劫匪         | 馬楚成             |                        |
| 2008     | 六樓后座2家屬謝禮  | Pete         | 黃真真             |                        |
| 2008     | 機動部隊-人性      | 劫匪         | 吳耀權             |                        |
| 2009     | Somebody to Love   | Jeff         |                    |                        |
| 2009     | 回路               | John Wei     |                    |                        |
| 2009     | 十月圍城           | 白缺         | 陳德森             |                        |
| 2011     | 財神客棧           | 鹰王于峰     | 王晶               |                        |
| 2011     | 熱浪球愛戰         | Coach        | 鄧東明             |                        |
| 2011     | 無價之寶           | 東方虎       | 王晶               |                        |
| 2011     | 大藍湖             | 戲劇導演     | 曾翠珊             |                        |
| 2012     | 爛賭夫鬥爛賭妻     | Sam Wong     | 王晶               |                        |
| 2012     | 絕色武器           | 黑龍         | 麥子善             |                        |
| 2013     | 古惑仔：江湖新秩序 | 楊添         | 陳翊恆             |                        |
| 2013     | 笑功震武林         | 洛天         | 王晶、姜國民       |                        |
| 2014     | 惡戰               | 馬永貞       | 黄精甫             |                        |
| 2014     | 賭城風雲           | 陳龍         | 王晶、鍾少雄       |                        |
| 2014     | 天師鬥殭屍         | 奶油豬       | 陳翊恆             |                        |
| 2014     | 屍城               | Jason Wu     | 錢人豪             |                        |
| 2015年   | 迷城               | 关sir        | 林嶺東、錢文錡     |                        |
| 2016年   | 龍之誕生           | 李小龍       | 喬治·諾爾菲        |                        |
| 2016年   | 辣警霸王花         | Roy          | 錢國偉             |                        |
| 2017年   | 黑白迷宮           | 高天         | 闞家偉             |                        |
| 2017年   | 大嫂               | 陳傑         |                    | 網絡電影               |
| 2017年   | 追龍               | 偉文         | 王晶、關智耀、張敏 |                        |
| 2018年   | 低壓槽             | 保安隊長     | 張家輝             |                        |
| 2019年   | 潛行者             | 小伍         | 呂冠南、譚廣源     |                        |
| 2020年   | 肥龍過江           | 白衣男子     | 谷垣健治           |                        |
| 2024年   | 九龍城寨之圍城     | 王九         | 鄭保瑞             |                        |
| 2024年   | 武替道             | 梁志威       | 梁冠舜、梁冠堯     |                        |
| 2024年   | 重見天日           | 阿鬼         | 霍穗强             | 網絡電影               |
| 2025年   | 臨時決鬥           | 王十         | 麥啟光             |                        |
| 2025年   | 營救飛虎           |              |                    |                        |

### 電視劇
| 製作年份 | 劇集名稱          | 角色   | 備註                       |
| 2004     | Made In Hong Kong |        | 美國紀錄片                 |
| 2004     | 天下無敵          | Leo    | 香港電台製作，首個劇集演出 |
| 2007     | 詠春              | 陳華順 | 寰宇娛樂製作               |
| 2011     | 火速救兵          | 劉光明 | 香港電台製作               |
| 2012     | 火速救兵II        | 戴偉軒 | 香港電台製作               |
| 2016     | 城寨英雄          | 龍成虎 | 無綫電視製作               |
| 2018     | 冒險王衛斯理      | 羅約翰 | 網絡劇                     |
| 2018     | 兄弟              | 何鐵男 | 無綫電視製作               |
| 2022     | 鐵拳英雄          | 夜來吉 | 無綫電視製作               |

### 節目演出
- 2004年：香港電台《英語工場》
- 2005年：屯門龍舟節2005（司儀）
- 2005年：戰爭遊戲禁毒活動2005（演唱嘉賓）
- 2005年：房署駕駛安全2005（演唱嘉賓）
- 2010年：香港電台《功夫傳奇》－洪拳
- 2010年：鳳凰衛視十週年台慶短片“十分鐘”
- 2014年：MyRadio 梁錦祥搏擊頻道 140308 ep3 訪問伍允龍師傅 上
- 2014年：MyRadio 梁錦祥搏擊頻道 140322 ep4 訪問伍允龍師傅 下
- 2016年：無綫電視《東張西望》（8月24日嘉賓）
- 2016年：無綫電視《兄弟幫》（第1657、1658集嘉賓）
- 2016年：無綫電視《今日VIP》（8月26日嘉賓）
- 2016年：無綫電視《我愛香港》（9月4日（第4集）嘉賓）
- 2016年：無綫電視《星光熠熠耀保良》（表演者）
- 2018年：無綫電視《美女廚房》（第4集嘉賓）
- 2018年：無綫電視《TVB 50+1周年再出發》
- 2018年：無綫電視《萬千星輝賀台慶》（表演者）
- 2022年：無綫電視《諸朋好友》（第3、4集嘉賓）
- 2022年：商業電台鄭裕玲 Do姐《叱咤903《口水多過浪花》》（2022/1/11 嘉賓）
- 2022年：商業電台阮兆祥,朱菁,天欣《雷霆881《1圈圈》》（2022/2/16 嘉賓）
- 2024年：ChillGOOD TV 蝦頭 ,連詩雅《絲打圍佬 訪問》
- 2024年：RagaFinance財經台 《Eugene、Kenny、Yanis、馮堅成》《裸聊 第236集九龍城寨王九現真身！》(第236集嘉賓）
- 2024年：新城知訊台《薛家燕 ,范振鋒,思敏 》《開心大派對 20240524》（2024/5/24 嘉賓）
- 2024年：香港電台《追蹤31 - 伍允龍專訪》
- 2024年：商業電台《森美、火火、劉翁》《叱咤903《公子會》》（2024/6/1 嘉賓）
- 2024年：威哥會館 《威哥戲人戲語《武替道》董瑋、伍允龍訪問｜梁冠堯梁冠舜兄弟班導演打造｜重燃香港動作片輝煌歲月｜》(嘉賓）
- 2024年：24HERBS 廿四味 24/7Talk《24/7TALK: Episode 146 ft. 伍允龍》(嘉賓）
- 2024年：文雋 講呢啲 講嗰啲 《‘王九’伍允龍回港20年終於熬出頭，有高學歷家學淵源非一般武師出道》(第424,429,431集嘉賓）
- 2025年：王晶笑看江湖 《從替身到王九！伍允龍大爆和王晶淵源》(第23,24集嘉賓）
- 2025年：HOY TV《馬百良安宮牛黃丸 呈獻 : 粵來粵好過大年》（表演者）
- 2025年：達哥《達哥 X 伍允龍 FC25 九龍城寨梟雄參上!》（嘉賓）

## 武術指導作品
| 年份 | 作品名稱           | 身分         |
| ---- | ------------------ | ------------ |
| 2003 | 少年阿虎           | 助理武術指導 |
| 2005 | Mulawin: The Movie | 助理武術指導 |
| 2005 | 猛龍               | 助理武術指導 |
| 2008 | Kinta 1881         | 助理武術指導 |
| 2009 | 神探妙夫妻         | 武術指導     |
| 2011 | Bloodtraffick      | 武術指導     |
| 2013 | 古惑仔：江湖新秩序 | 武術指導     |
| 2014 | 天師鬥僵屍         | 武術指導     |
| 2014 | 屍城               | 武術指導     |

## 廣告
| 年份 | 品牌                | 產品                        |
| ---- | ------------------- | --------------------------- |
| 2024 | 譚仔三哥            | 譚仔三哥獨門三酸撈薯粉      |
| 2024 | White Hippo Limited | 冷氣 （页面存档备份，存于） |
| 2025 | 豐澤                | 家電                        |
| 2025 | The White Hippo     | SOLAR & LUNAR 郵差包        |

## 獎項及提名
| 年份 | 頒獎典禮                         | 獎項              | 影片/備註            | 結果     |
| ---- | -------------------------------- | ----------------- | -------------------- | -------- |
| 2016 | 星和無綫電視大獎2016             | 我最愛TVB男配角   | 城寨英雄             | 提名     |
| 2016 | TVB 馬來西亞星光薈萃頒獎典禮2016 | 最喜愛TVB男配角   | 城寨英雄             | 最後三強 |
| 2016 | TVB 馬來西亞星光薈萃頒獎典禮2016 | 最喜愛TVB電視角色 | 城寨英雄             | 獲獎     |
| 2016 | TVB 馬來西亞星光薈萃頒獎典禮2016 | 最喜愛TVB熒幕情侶 | 城寨英雄（與劉佩玥） | 提名     |
| 2016 | 萬千星輝頒獎典禮2016             | 最佳男配角        | 城寨英雄             | 提名     |
| 2016 | Yahoo! 搜尋人氣大獎2016          | 人氣電視螢幕情侶  | 城寨英雄（與劉佩玥） | 獲獎     |
| 2025 | 第18屆亞洲電影大獎               | 最佳男配角        | 九龍城寨之圍城       | 提名     |
| 2025 | 第43屆香港電影金像獎             | 最佳男配角        | 九龍城寨之圍城       | 提名     |

## 外部連結
- 伍允龍的Instagram帳戶
- 伍允龍的新浪微博
- 伍允龍在互联网电影资料库（IMDb）上的資料（英文）
- HKMDB profile （页面存档备份，存于）
- lovehkfilm.com profile （页面存档备份，存于）
- Philip Gongfu Town (Hong Kong fan site) （页面存档备份，存于）